# Deliathis pulchra
Deliathis pulchra là một loài bọ cánh cứng trong họ Cerambycidae.